# Vlag van Zakynthos

Vlag van Zakynthos

De vlag van Zakynthos heeft een groene achtergrond met daarop een oranje weergave van Zakythos, de mythische eerste bewoner (en naamgever) van Zakynthos, een van de Ionische Eilanden en een departement van Griekenland.
Boven Zakythos staat diagonaal de naam van het eiland Zakynthos (Grieks: ΖΑΚΥΝΘΟΣ) geschreven. Onder hem staat het motto van het eiland: ΘΕΛΕΙ ΑΡΕΤΗ ΚΑΙ ΤΟΛΜΗ Η ΕΛΕΥΘΕΡΙΑ, (Théli aretí ke tólmi i elefthería, "Vrijheid vereist deugd en moed").
De vlag wappert op allerlei plaatsen op het eiland en wordt vanaf elk openbaar gebouw uitgestoken, vaak vergezeld door de vlag van Griekenland.